# الكدح (الشعر)

تعديل مصدري - تعديل

الكدح محلة تابعة لقرية ذى النمر، التابعة لعزلة مقنع بمديرية الشعر إحدى مديريات محافظة إب في الجمهورية اليمنية.، بلغ تعداد سكانها 70 نسمة حسب تعداد اليمن لعام 2004.